# The Question
"The Question" (em português:  A Pergunta) é o segundo single do álbum Concept of One, lançado por Concept of One com a participação do cantor Noel em 1990. Embora a música tenha conseguido sucesso moderado nas paradas musicais, entrando apenas na parada de singles mais vendidos, a música se tornou uma das mais populares de Noel, que ainda inclui ela em seus shows.

## Faixas
E.U.A. 12" Single
| N.º | Título                                 | Duração |  |
| 1.  | "The Question" (Extended Question Mix) | 7:07    |  |
| 2.  | "The Question" (Acapella)              | 4:39    |  |
| 3.  | "The Question" (Radio Mix)             | 4:45    |  |
| 4.  | "The Question" (Answer Dub)            | 9:14    |  |
| 5.  | "The Question" (Rascal Beats)          | 3:42    |  |

E.U.A. CD Maxi Single
| N.º | Título                                 | Duração |  |
| 1.  | "The Question" (Radio Version)         | 4:47    |  |
| 2.  | "The Question" (Extended Question Mix) | 7:06    |  |
| 3.  | "The Question" (House Version)         | 5:31    |  |
| 4.  | "The Question" (Answer Dub)            | 9:14    |  |

## Posições nas paradas musicais
| Parada musical (1990)                               | Melhor posição |
| --------------------------------------------------- | -------------- |
| Estados Unidos - Hot Dance Music/Maxi-Singles Sales | 24             |